# NGC 4967
NGC 4967 é uma galáxia elíptica (E?) localizada na direcção da constelação de Ursa Major. Possui uma declinação de +53° 33' 52" e uma ascensão recta de 13 horas, 05 minutos e 36,4 segundos.
A galáxia NGC 4967 foi descoberta em 14 de Abril de 1789 por William Herschel.